# 레드볼 익스프레스

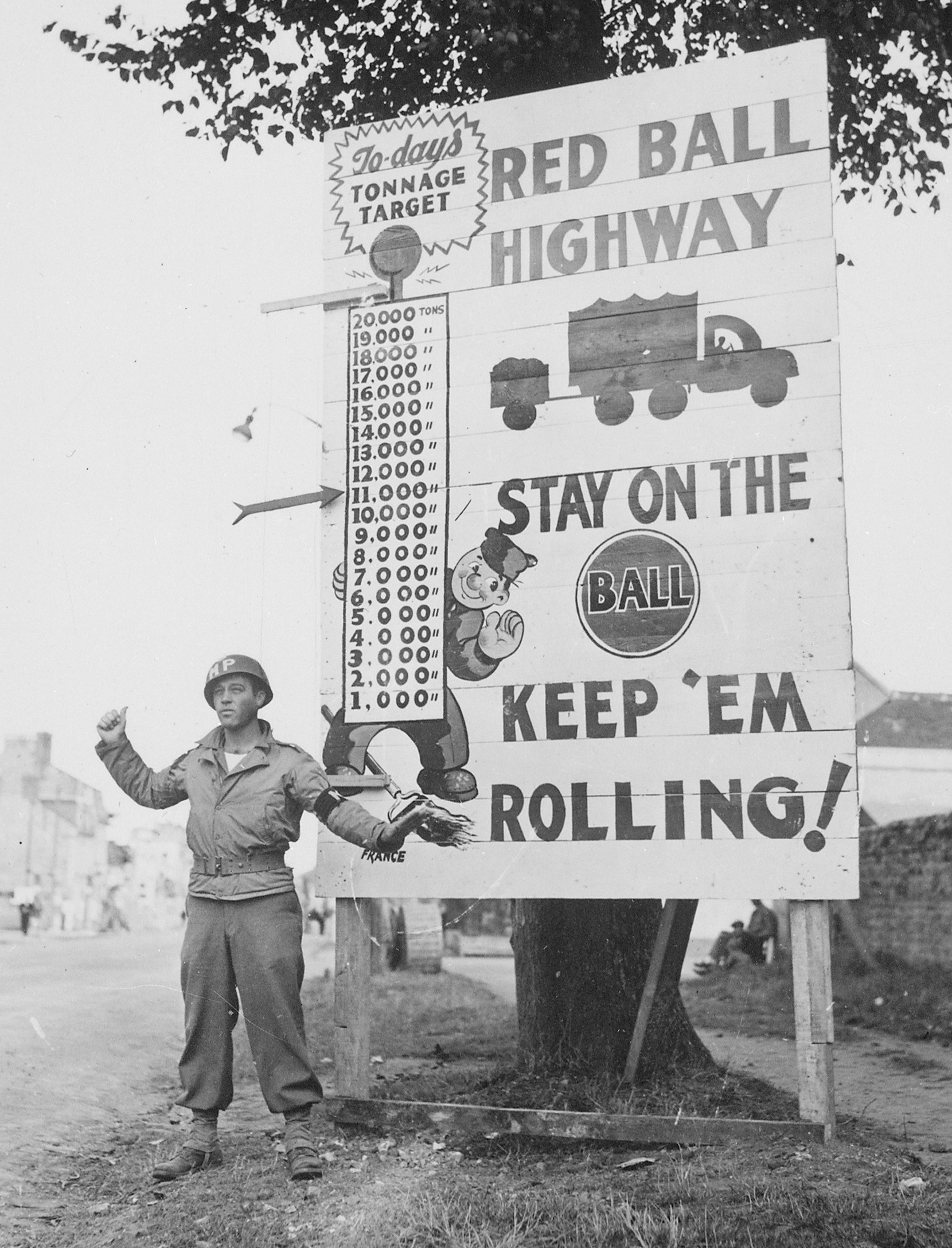
레드볼 노선을 따라 게시된 헌병과 표지판

레드볼 익스프레스는 노르망디 상륙작전 해변에서 벗어나 1944년 여름 유럽을 통과하는 연합군에게 보급품을 제공한 미국 트럭 호송 시스템이었다. 전선으로의 화물 운송을 신속하게 하기 위해, 붉은 공으로 장식된 트럭들은 민간인 통행이 금지된 유사하게 표시된 노선을 따라갔다. 이 트럭들은 또한 일반 도로에서도 우선권을 가졌다.
긴급한 36시간 회의에서 고안된 이 호송 시스템은 1944년 8월 25일부터 운영을 시작했다. 주로 아프리카계 미국인 병사들로 구성된 익스프레스는 전성기에 5,958대의 차량을 운영하며 하루 약 12,500톤의 보급품을 운반했다. 이는 벨기에 안트베르펜의 항만 시설이 개방되고, 충분한 프랑스 철도가 수리되고, 휴대용 가솔린 파이프라인이 배치된 11월 16일까지 83일 동안 계속되었다.

## 역사
급행 화물 서비스를 지칭하는 "레드볼"이라는 용어의 사용은 적어도 19세기 말로 거슬러 올라간다. 1892년경, 산타페 철도는 우선 화물 및 부패하기 쉬운 물품의 급행 운송을 지칭하는 데 이 용어를 사용하기 시작했다. 이러한 열차와 그들의 사용을 위해 확보된 선로는 붉은 공으로 표시되었다. 이 용어는 인기를 얻어 1920년대까지 널리 사용되었다.
제2차 세계 대전 중 이러한 우선 운송 서비스의 필요성은 1944년 6월 연합군의 성공적인 노르망디 침공 이후 유럽 전구 (제2차 세계 대전)에서 발생했다. 독일군이 병력을 이동하고 반격 시 증원군을 불러올 능력을 저해하기 위해, 연합군은 상륙작전 몇 주 전부터 프랑스 철도 시스템을 선제적으로 폭격하여 폐허로 만들었다.
상륙 당시, 전통적인 프랑스 항구들은 대부분 작동 불능 상태였으며, 연합군 침공 부대를 지원한 후, 노르망디 해변은 독일로의 진격을 위한 보급품을 공급할 임시 항구가 되어야 했다. 항구를 건설할 멀베리 항구로 알려진 임시 부두와 선착장은 영국에서 견인되어 왔으며, 6월 말까지 170,000대의 차량, 7.5톤의 연료, 500,000톤의 보급품을 하역했다. 약 28개 연합 사단은 지속적인 재보급이 필요했다. 공세 작전 중, 각 사단은 하루 약 750톤의 보급품(병사 1인당 약 100 파운드 (45 kg))을 소모했으며, 총 21,000톤에 달했다. 이를 전달하는 유일한 방법은 트럭이었다. 이것이 레드볼 익스프레스가 탄생하게 된 계기이다.
전성기에는 5,958대의 차량을 운영하며 하루 약 12,500톤의 보급품을 운반했다. 부하들에게 "리틀 조지 S. 패튼"으로 알려진 로렌 앨버트 에이어스 대령은 트럭당 두 명의 운전병을 모으고, 특수 장비를 확보하며, 항만 대대 요원들을 장거리 운전병으로 훈련시키는 일을 담당했다. 임무가 중요하지 않은 다른 부대에 배속된 건강한 병사들이 운전병이 되었다. 레드볼 운전병의 거의 75%는 흑인이었다.
36시간의 계획을 통해 132개의 기존 군용 트럭 운송 작전이 통합되어 주로 2.5톤 GMC "지미"와 1.5톤 닷지로 구성된 트럭 부대가 형성되었다. 닷지 트럭은 신뢰성으로 명성이 높았다. GMC는 고장이 잦았지만 더 많은 수량이 이용 가능했다. 익스프레스와 그 경로의 더 큰 개념은 프랑스 모델을 기반으로 한 드와이트 D. 아이젠하워 장군의 작업이었다 (그리고 1950년대 아이젠하워의 미국 주간고속도로 개발 역할에 영향을 미쳤다).
보급품이 지연 없이 계속 흐르도록 하기 위해 셰르부르(2016년부터 셰르부르앙코탕탱)에서 샤르트르의 전진 물류 기지까지 두 개의 노선이 개통되었다. 북쪽 노선은 보급품 운송에 사용되었고, 남쪽 노선은 트럭 회차에 사용되었다. 두 도로 모두 민간인 통행이 금지되었다.
프랑스의 고속도로는 보통 잘 되어 있지만, 일반적으로 너무 넓지는 않다. 따라서 빠르게 진격하는 군대의 필요성은 즉시 그들에게 가능한 한 가장 큰 부담을 주었다. 이러한 부담을 완화하기 위해, 전선으로 이어지는 주요 고속도로는 진격 초기에 "일방통행" 도로로 지정되었으며, 모든 민간 및 지역 군사 교통은 금지되었다. 수만 트럭 분량의 보급품이 이 일방통행 도로를 통해 끊임없이 흐르는 교통의 흐름으로 전진 배치되었다. 전진 지역의 보급 창고에 도착한 트럭들은 짐을 내리고 다른 일방통행 고속도로를 통해 아로망슈, 셰르부르 및 소규모 상륙 지점으로 빈 트럭 상태로 돌아왔다. 심지어 프랑스 철도도 어느 정도 유사하게 운영되어, 화물 열차가 거의 코를 맞대고 전진했다.— For Want of a Nail: The Influence of Logistics on War (1948) by Hawthorne Daniel

레드볼은 다른 보급 경로의 중심이었다. 그린 다이아몬드는 셰르부르 지역에서 운영되었고; 화이트 볼은 르아브르에서 파리까지; 라이언스 익스프레스는 바이외에서 브뤼셀까지; 그리고 ABC 익스프레스는 안트베르펜에서 동쪽으로 운영되었다.
최소 5대 이상의 트럭으로 구성된 호송대만 허용되었으며, 지프의 호위를 받았다. 실제로는 개별 트럭이 셰르부르에 적재되자마자 출발하는 것이 일반적이었다. 또한 엔진 조속기를 비활성화하여 시속 56 마일 매 시 (90 km/h)보다 빠르게 주행하는 것도 흔한 일이었다.
호송대는 독일 루프트바페의 주요 표적이었지만, 1944년에는 독일 공군력이 너무 약화되어 이처럼 유혹적이고 일반적으로 쉬운 표적조차 거의 공격받지 않았다. 익스프레스가 직면한 가장 큰 문제는 정비, 충분한 운전병 확보, 그리고 과로한 트럭 운전병들의 수면 부족이었다.
익스프레스의 가장 문제가 되는 자연적인 적은 진흙이었다. 트럭은 11-인치 (28 cm) 바퀴를 사용했는데, 이는 쉽게 압도될 수 있었고, 탈출하려는 노력은 변속기를 태워버릴 수 있었으며, 마른 진흙은 브레이크를 마비시킬 수 있었다.
교통을 통제하고 경로의 보안을 제공하기 위해, 1942년 12월에 창설된 제793군사경찰대대는 1944년 8월부터 12월까지 레드볼로 파견되었다. 이 대대의 초기 시작은 특징적인 부대 휘장에 기념되어 있는데, 노란색 대각선 위에 두 개의 붉은 공이 있고, 그 뒤에는 녹색 배경이 있다 (녹색과 금색은 미 육군 군사경찰의 색상이다).

## 갤러리

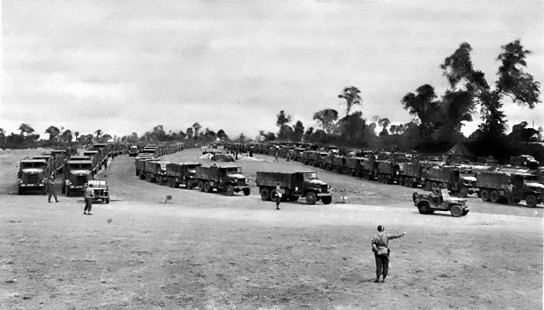
1944년 조절 지점을 통과하는 레드볼 익스프레스 트럭들
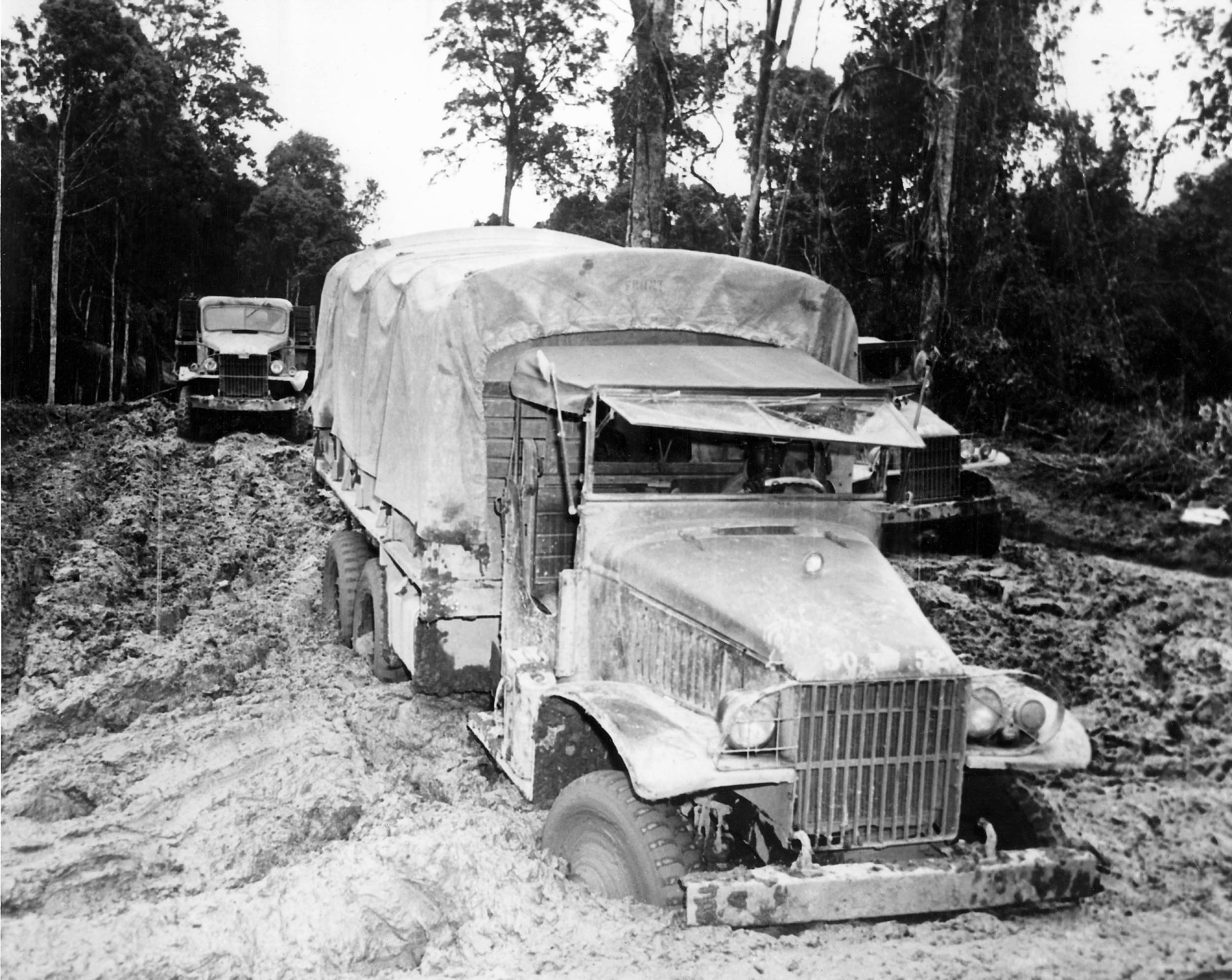
1944년 진흙에 갇힌 레드볼 익스프레스 트럭
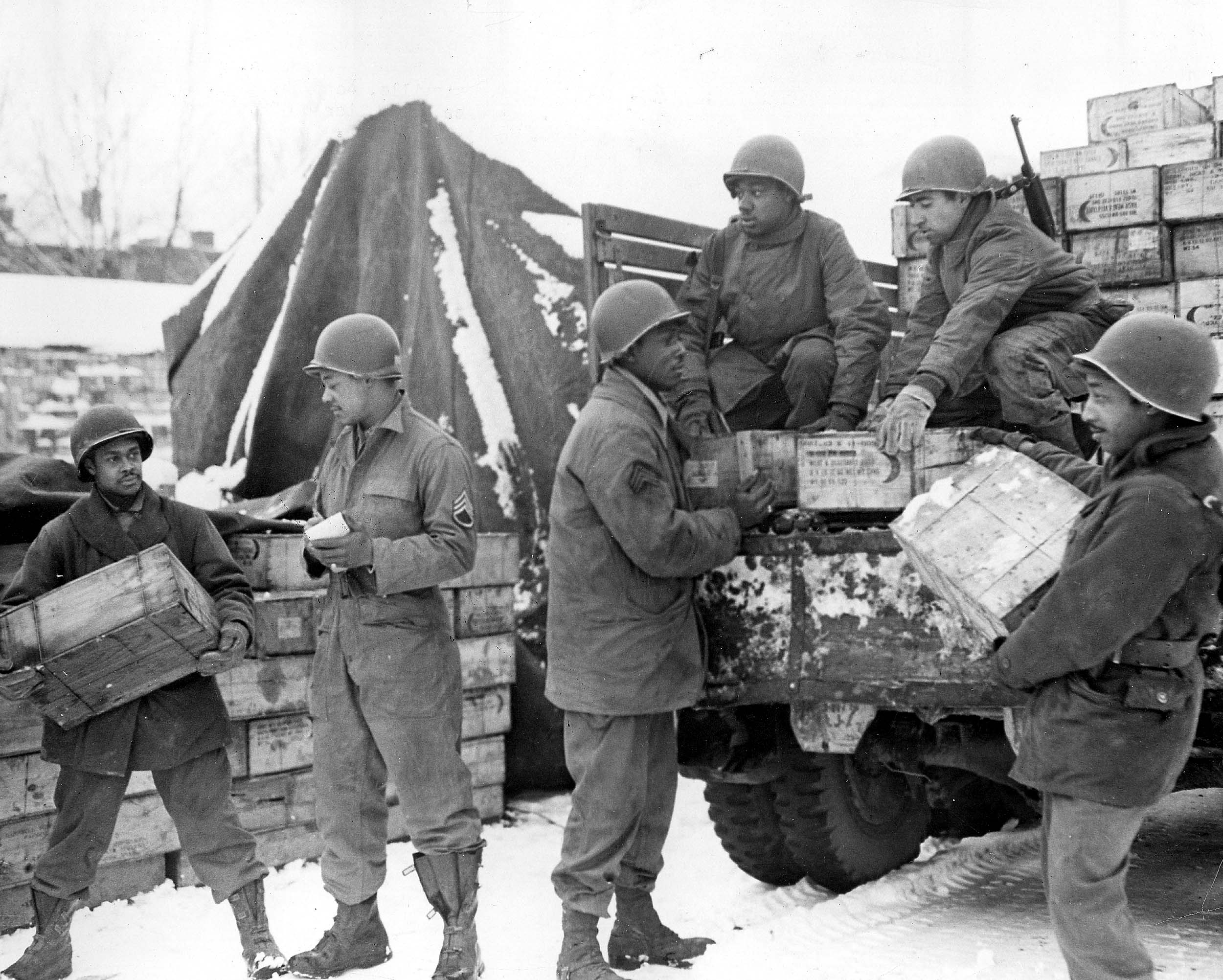
1944년 리에주, 벨기에에서 레드볼 익스프레스 트럭에 짐을 싣는 제4185 보급 서비스 중대 병사들
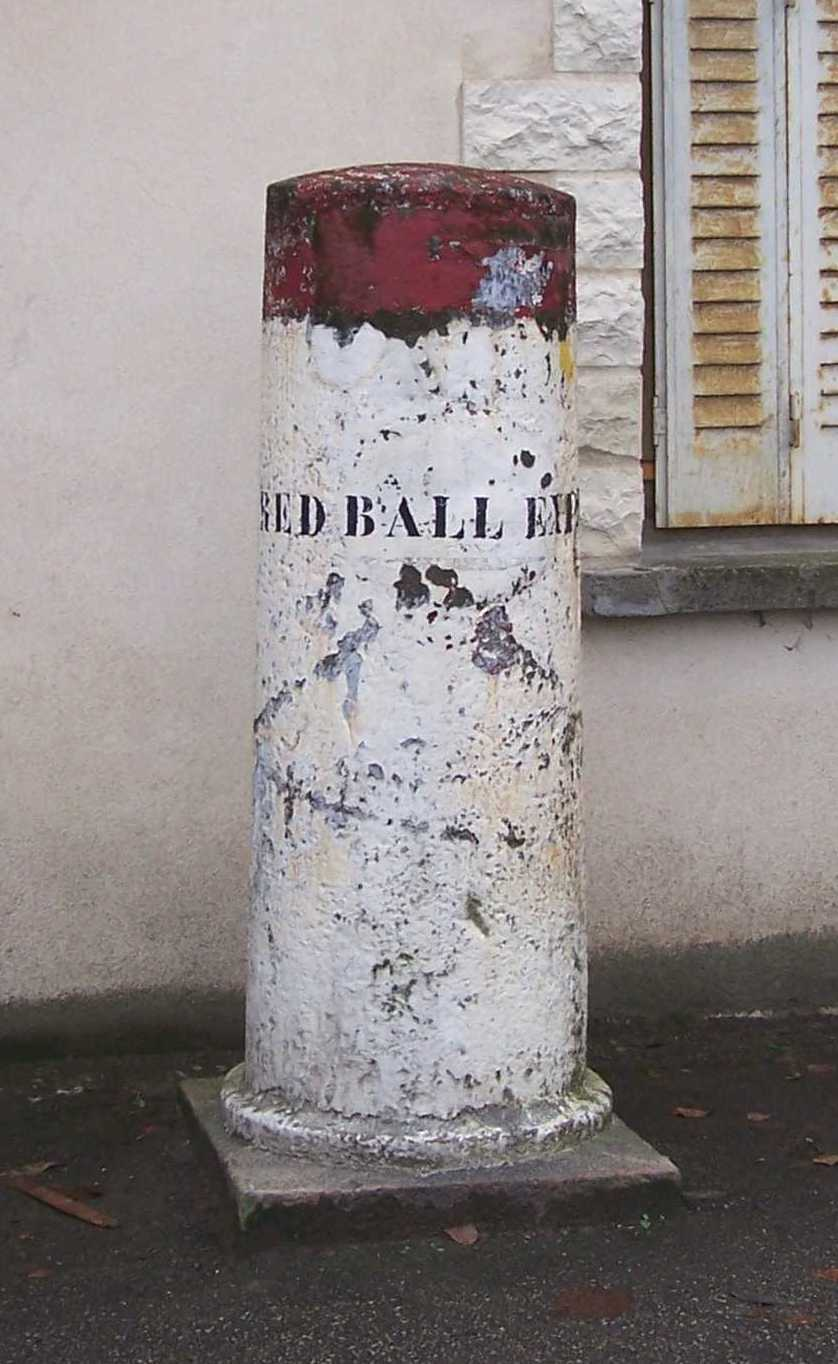
라 쾨-레-이블린 마을의 기념비

## 같이 보기
- 아프리카계 미국인 군사사
- 레드볼 익스프레스, 레드볼 익스프레스를 느슨하게 기반으로 한 1952년 영화
- 롤 아웃, 레드볼 익스프레스를 기반으로 한 1973-74년 TV 시리즈

### 인용
1. 1 2  “Red Ball Express | HistoryNet”. 《www.historynet.com》 (미국 영어). 2017년 4월 3일에 확인함.
2. 1 2 3 4 5 6  “The Red Ball Express, 1944”. 미국 육군 교통 박물관. 2018년 1월 26일에 원본 문서에서 보존된 문서. 2013년 12월 31일에 확인함.
3. 1 2  Eisenhower, John S. D. (1995) [1969]. 《The Bitter Woods》. Da Capo Press. 76–77쪽. ISBN 0-306-80652-5.
4. ↑  《Handling Fast Freight on the Santa Fe》. 《더 레일로드 가제트》 39 (The Railroad Gazette). 1905년 8월 25일. 184–쪽. 2015년 6월 4일에 확인함.
5. ↑  “The Clarence Ketterman Memorial Red Ball Express Information Page”. 2004년 11월 22일에 원본 문서에서 보존된 문서.
6. ↑   The Real History of World War II: A New Look at the Past by 앨런 악셀로드, Sterling Publishing Company, Inc., 2008, ISBN 1-4027-4090-5, 978-1-4027-4090-9
7. ↑  Rudi Williams (2002년 2월 15일). “African Americans Gain Fame as World War II Red Ball Express Drivers”. 미국 국방부. 2020년 10월 1일에 원본 문서에서 보존된 문서. 2017년 6월 17일에 확인함.
8. ↑  Esteve, Michael (2020년 7월 30일). 《Sherman: The M4 Tank in World War II》. Casemate Publishers & Book Distributors, LLC. ISBN 9781612007403. 2022년 1월 21일에 확인함.
9. 1 2  Kirkels and Dickon, Mieke and Chris (2020). 《Dutch Children of African American Liberators》. McFarland Publications. ISBN 978-1476676937.
10. ↑  Roland G. Ruppenthal (1995). 《The European Theater of Operations: Logistical Support of the Armies Vol 1》. Washington, DC: 미 육군 군사사 센터. 560쪽.
11. ↑  Daniel, Hawthorne (1948). 《For Want of a Nail: The Influence of Logistics on War》. New York: Whittlesey House. 270–271쪽. OCLC 1296750.

### 일반 및 인용 참고 문헌
- David P. Colley (2000). 《The Road to Victory: The Untold Story of World War II's Red Ball Express》. Potomac Books. ISBN 1-57488-173-6.
- Lieutenant Colonel Randolph Leigh (1945). 《48 Million Tons to Eisenhower: The Role of the SOS in the Defeat of Germany》. Washington: The Infantry Journal Press.